# Batesland (Dakota del Sur)
Batesland es un pueblo ubicado en el condado de Shannon en el estado estadounidense de Dakota del Sur. En el Censo de 2010 tenía una población de 108 habitantes y una densidad poblacional de 490,58 personas por km².

## Geografía
Batesland se encuentra ubicado en las coordenadas 43°7′40″N 102°6′6″O / 43.12778, -102.10167. Según la Oficina del Censo de los Estados Unidos, Batesland tiene una superficie total de 0.22 km², de la cual 0.22 km² corresponden a tierra firme y (0%) 0 km² es agua.

## Demografía
Según el censo de 2010, había 108 personas residiendo en Batesland. La densidad de población era de 490,58 hab./km². De los 108 habitantes, Batesland estaba compuesto por el 2.78% blancos, el 0% eran afroamericanos, el 97.22% eran amerindios, el 0% eran asiáticos, el 0% eran isleños del Pacífico, el 0% eran de otras razas y el 0% pertenecían a dos o más razas. Del total de la población el 3.7% eran hispanos o latinos de cualquier raza.